# Ремівка (Пологівський район)
Ре́мівка —  село в Україні, у Малинівській сільській громаді Пологівського району Запорізької області. Населення становить 101 осіб. До 2020 орган місцевого самоврядування - Малинівська селищна рада.

## Географія
Село Ремівка знаходиться на лівому березі річки Солона, вище за течією на відстані 3,5 км розташоване село Володине (Донецька область), нижче за течією на відстані 4 км розташоване село Новоукраїнське. Річка в цьому місці пересихає, на ній зроблена загата.

## Історія
- 12 червня 2020 року, відповідно до Розпорядження Кабінету Міністрів України від № 713-р «Про визначення адміністративних центрів та затвердження територій територіальних громад Запорізької області», увійшло до складу Малинівської сільської громади[1].
- 19 липня 2020 року, в результаті адміністративно-територіальної реформи та ліквідації Гуляйпільського району, село увійшло до складу Пологівського району.[2]

## Населення
Згідно з переписом УРСР 1989 року чисельність наявного населення села становила 97 осіб, з яких 40 чоловіків та 57 жінок.
За переписом населення України 2001 року в селі мешкали 102 особи.

### Мова
Розподіл населення за рідною мовою за даними перепису 2001 року:
| Мова       | Відсоток |
| ---------- | -------- |
| українська | 87,13 %  |
| російська  | 12,87 %  |